# Омфал

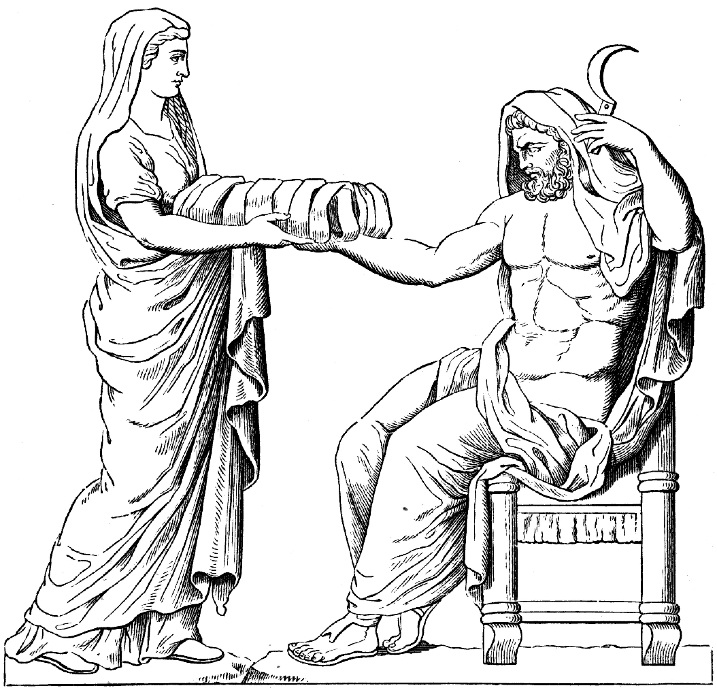
Рея дає Кроносу сповитий камінь (який він проковтнув замість Зевса)

Омфал (грец. omphalos) — священний камінь (бетил), можливо метеорит. У храмі Аполлона в Дельфах був найвідоміший омфал, який вважався центром землі. За переказом, Зевс випустив одночасно зі сходу й заходу двох орлів, які зустрілися в Дельфах; на місці їхньої зустрічі встановлено омфал. У мистецтві часто зображували Аполлона, що сидить на омфалі.